# Komedija
Komédija ali veseloígra (grško kōmōdía < kômos - slavje, bučni obhod (pijanski obhod) + ōdé, aoidē - pesem, petje) je književna vrsta, ki uprizarja komično in smešno dogajanje. Opira se na humor. Komedija je bila prvotno namenjena uprizarjanju v gledališču. To so bile zgodbe z veselimi in srečnimi konci, v nasprotju s tragedijami. Humor je nastal spontano, danes pa je pomemben del komedij. 
Komedija prikazuje dogajanje, v katerem junaki o sebi zbujajo smešen vtis. Bistvo komičnega je v tem, da junak, ne da bi vzbujal pri gledalcu ali bralcu sovraštvo ali odpor, učinkuje smešno, ker so v razvoju dejanja zanikane tiste kvalitete in možnosti, ki jih želi ali hoče imeti, njegove pomanjkljivosti in napake pa izpostavljene kritiki in smehu.
V njih kritizirajo in smešijo tiste pomanjkljivosti in napake, ki imajo vsesplošno in nadčasovno aktualnost, ali tiste, ki poleg tega vsebujejo še posebne namige na sodobno družbo. 
Komedija je ena prvih zvrsti literature. Definiral jo je grški filozof Aristotel v delu Poetika.